# Raneem El Weleily
Raneem El Weleily (arabisch رنيم الوليلي; * 1. Januar 1989 in Alexandria) ist eine ehemalige ägyptische Squashspielerin. Sie übernahm von September bis Dezember 2015 erstmals die Weltranglistenführung und wurde 2017 Weltmeisterin.

## Erfolge
Raneem El Weleily gewann in ihrer Juniorenkarriere 2005 in Herentals die Junioren-Weltmeisterschaft gegen Joshana Chinappa. Zwei Jahre darauf gelang ihr in Hongkong gegen Camille Serme die Titelverteidigung. Bereits ab 2003 war sie als professionelle Spielerin auf der PSA World Tour aktiv und gewann 24 Titel. Mit der ägyptischen Nationalmannschaft wurde sie 2008, 2012, 2016 und 2018 Weltmeister, nachdem sie 2006 mit dieser bereits Vizeweltmeister wurde. Bei der Weltmeisterschaft 2014 erreichte sie erstmals das Endspiel, in dem sie Nicol David in fünf Sätzen unterlag. Zum 1. September 2015 übernahm sie als erste Ägypterin die Führung in der Weltrangliste. Sie löste damit Nicol David ab, die neun Jahre ununterbrochen die Spitzenposition belegt hatte. Vier Monate später wurde sie von Laura Massaro abgelöst. 2017 zog sie zum zweiten Mal in das Endspiel der Weltmeisterschaft ein, das sie Nour El Sherbini verlor. Ein Jahr später stand sie zum dritten Mal im Endspiel der Weltmeisterschaft, wo sie erneut auf El Sherbini traf, dieses Mal aber in vier Sätzen siegreich blieb und damit erstmals Weltmeisterin wurde. Im Juni 2019 gewann sie nach einem Finalsieg gegen Camille Serme die PSA World Tour Finals. Genau ein Jahr später, Ende Juni 2020, gab El Weleily als noch immer die Weltrangliste anführende Spielerin ihren Rücktritt bekannt.

## Privates
Raneem El Weleily ist seit Juni 2014 mit dem ägyptischen Squashspieler Tarek Momen verheiratet. Das Paar hat einen Sohn (* 2021).

## Erfolge
- Weltmeister: 2017
- Weltmeister mit der Mannschaft: 4 Titel (2008, 2012, 2016, 2018)
- 23 Monate Weltranglistenerste
- Gewonnene PSA-Titel: 24
- Ägyptischer Meister: 2004